# 基督的教會
基督的教會（他加祿語：[ʔɪɡˌlɛː.ʃɐ nɪ ˈkɾiːs.to]）是一個獨立的新興宗教組織，發起於1914年7月27日的菲律賓，教會的創始人是Felix Manalo。教會公開宣稱他們是由耶穌所建立的原始教會。他們不接受三位一體的教條，包括耶穌的神性。
基督的教會的建築物，比如他們的教堂和大廈狹窄的塔是著名的。

## 背景知識
基督的教會的历史背景可以追根到20世纪初，菲律賓乡村的各种反殖民主義運動，经常带有一些宗教色彩。在这时候，美国的宣教工作是暴露菲律賓文化於許多天主教以外的宗教选择。
Felix Manalo在儿童时期深受宗教影响，在青年时期参加过许多的宗教团体，在感到其教导与圣经相抵触后便一一离开。Template:Inote
他声称上帝差遣他传扬福音，并重建耶稣创立的教会。Template:Inote
1914年7月27日在馬尼拉的聖塔安那，基督的教會开始有極少數追隨者；Felix Manalo被立为執行牧師。馬納洛就在他的地方區域之內繁殖了他的信息，基督的教會成长迅速，並且其别宗教的成員也轉換过来。当成员增加以后，他委派其他人傳播教会的教义，並且它最終傳遍及菲律賓和其它國家. 1963年时，Felix Manalo 逝世后, Eraño Manalo 接收了責任和作為當時的執行牧師。2009年，Eraño Manalo 逝世後，由Eduardo Manalo 接受責任作為現今的教會執行牧師。
雖然信徒人数的估計有点差别, 但是基督堂教會可能已经成為了菲律賓第二大的独立基督教派。菲律宾政府的官方网站列出其信徒人数占人口2.3% （类似于菲律宾独立教会 of the predominantly Catholic人口。尽管大体上被认为是基督徒，牛津简明基督教史提及，该教派有时也被称为准基督徒。 
今天，他们已经分布在152个國家和地区。尽管该教会没有确切的人数统计，但估計他们的全世界會員範圍是從 300万到1000万。

## 批評
基督的教會有受到其他基督教教派的批評，主要是由于他們教條的分歧和關於《聖經》信仰不同的解釋。
Catholic Answers驳斥基督的教會关于天主教背道的教义，不认为基督的教會用以预言天主教背道的经文能够支持这一教义，而主张其他经文难以与基督的教會的观点和谐。基督的教會声称所有的圣经预言，that it was elected to be "the first nation of God," as the Israelites were, and that God chose them to serve him
基督的教會被批评持有对圣经唯一来自上帝的权威解释的信仰，而其他教派则没有。他们也抵制基督的教會认为自己的信徒才能得救的教义。

## 外部連結
- 官方网站